# (7828) Noriyositosi
(7828) Noriyositosi – planetoida z pasa głównego okrążająca Słońce w ciągu 5 lat i 226 dni w średniej odległości 3,16 j.a. Została odkryta 28 września 1992 roku w obserwatorium w Kitami przez Masayukiego Yanai i Kazurō Watanabe. Nazwa planetoidy pochodzi od Noriyosi Furiya (1838-1914), japońskiego pioniera winiarstwa oraz jego prawnuczki Tosihiko (Tosi) Tukamoto (ur. 1931), zajmującej się technikami fermentacji wina w niskich temperaturach. Przed nadaniem nazwy planetoida nosiła oznaczenie tymczasowe (7828) 1992 SD13.